# Kempenbende (archeologie)
De Kempenbende is de officieuze aanduiding van een groep archeologen uit de Noord-Brabantse regio De Kempen die een rol van betekenis speelt binnen de Nederlandse archeologie vanaf het laatste kwart van de 20e eeuw. Waar zij begonnen als amateurarcheologen, vervulden enkelen van hen later een rol als hoogleraar aan Nederlandse universiteiten (Vrije Universiteit, Universiteit van Amsterdam, Universiteit Leiden) en hebben anderen vooraanstaande functies binnen het archeologisch bedrijfsleven en de landelijke, provinciale en gemeentelijke overheid.
Tot de Kempenbende worden onder meer Wijnand van der Sanden (Drents Plateau, Rijksuniversiteit Groningen), Jos Deeben (Rijksdienst voor het Cultureel Erfgoed), Jos Bazelmans (Rijksdienst voor het Cultureel Erfgoed, Waddenacademie, Vrije Universiteit), Frans Theuws (Universiteit van Amsterdam, Universiteit Leiden), Nico Roymans (Vrije Universiteit), Nico Arts (Gemeente Eindhoven), Jan Roymans (RAAP Archeologisch Adviesbureau) en Jan Slofstra (Vrije Universiteit) gerekend.